# Băneasa (okręg Gałacz)
Băneasa – wieś w Rumunii, w okręgu Gałacz, w gminie Băneasa. W 2011 roku liczyła 1287 mieszkańców.